# Samostan Manasija
Samostan Manasija (srbsko Манастир Манасија, Manastir Manasija) ali Resava je eden od najpomembnejših spomenikov srbske srednjeveške kulture in zgradba, ki pripada tako imenovani moravski šoli arhitekture. Samostan stoji v bližini Despotovca približno 30 km vzhodno od avtoceste Beograd-Niš.

## Zgodovina
Utrjeni samostan je zgradil despot Stefan Lazarević, znan tudi kot Visoki Stefan. Po mnenju več strokovnjakov ležijo njegovi posmrtni ostanki pod belo marmorno ploščo v južnem delu cerkve. Gradnja je trajala od leta 1407. do 1418. Samostan je takoj po ustanovitvi postal kulturno središče despotovine. Samostanska Resavska šola je bila prepisovalnica (skriptorij) in vir pisnih del in prevodov, ki je delovala tudi po padcu despotovine. 
Samostanski kompleks sestavljajo:
- cerkev Svete trojice (Svetog trojstva)
- velika jedilnica južno od cerkve
- obzidje z enajst stolpi, od katerih je največji Despotov stolp (kula) severno od cerkve

Med več stoletno osmansko okupacijo Srbije je bil samostan večkrat opustošen in razrušen. S cerkve je bila odstranjena svinčena streha. Cerkev je brez nje ostala več kot sto let, zato sta v njej nepovratno propadli dve tretjini stenskih poslikav.
Zahodni del cerkve, tako imenovano preddverje (narteks), je bilo med eno od eksplozij v 18. stoletju težko poškodovano in kasneje znova sezidano. Mozaik iz grobega raznobarvnega kamenja se je, na srečo, ohranil.
15. aprila 2010 je Republika Srbija nominirala samostan Manasija za vpis na Unescov seznam svetovne dediščine v Evropi.

## Freske
Poslikave (srbsko živopis ali slikopis) v Manasiji spadajo v sam vrh srbskega srednjeveškega slikarstva. Med ohranjenimi freskami je najzanimivejša ktitorska (donatorska) slika na zahodnem zidu glavnega dela cerkve, na kateri despot Stefan v eni roki drži ustanovno listino samostana, v drugi pa maketo samostana. Despot nosi vladarsko opravo z vladarskimi insignijami (simboli).
Na južnem in severnem zidu so v nišah veličastne podobe svetih vojščakov, prizori iz Kristusovega življenja in evangelijev. V glavnem kubedu so upodobljeni preroki iz Stare zaveze. Na oltarju sta sliki Obhajilo apostolov  in Sprevodsvetih očetov, v kateri je v zadnji vrsti tudi prvi srbski nadškof Sveti Sava. Na stebrih so dobro ohranjeni medaljoni s poprsji prosvetiteljev, med katerimi sta tudi nadangel Mihael (na južnem stebru) in sveti Peter Aleksandrijski (na severnem stebru).
V pisnih virih so podatki, da je bila Manasija opustošena leta  1439, 1456, 1476 in 1734 in obnovljena leta  1735, 1806, 1810 in 1845. Leta 1956 je Zavod za zaščito spomenikov kulture SR Srbije izvedel  obsežna konzervatorsko-restavratorska dela, vključno s čiščenjem in konzerviranjem fresk.
- Marmorna plošča, pod katero so domnevno posmrtni ostanki despota Stefana Lazarevića
- Talni mozaik v preddverju cerkve
- Notranjost samostana
- Notranjost samostana
- Samostansko obzidje